# Муше, Катрин
Катри́н Муше́ (фр. Catherine Mouchet; род. 21 августа, 1959, Париж, Франция) — французская актриса.

## Биография
Катрин Муше родилась 21 августа 1959 года в Париже, Франция. Получив ученую степень по философии, Катрин поступила в Национальную консерваторию драматического искусства, где училась у Жака Лассаля и Клода Режи. С 1979 по 1981 годы она выступала на сцене театра с пьесой «Панировочные сухари» (фр. La Mie de Pain). Затем играла в пьесах «Летучий голландец», «Интерлюдия», «Месье Витрак» и «Внутри».
В 1986 году Катрин Муше дебютировала в кино, сыграв главную роль Весы в фильме Алена Кавалье «Тереза». Лента получила Приз жюри Каннского кинофестиваля в 1986 году, а Катрин Муше в 1987-м за эту роль получила премию «Сезар» как самая перспективная актриса и Приз Роми Шнайдер.
В конце 1980-х и в 1990-х Катрин Муше выступала в театре, играя в спектаклях «Если солнце не вернется», «Добрый вечер» и «Конец августа, начало сентября».
В 1999 году Катрин Муше сыграла свою вторую значительную роль, секретаря Люси в фильме «Мой маленький бизнес» Пьера Жоливе, за которую была номинирована на «Сезара» в категории за лучшую роль второго плана.
С начала 2000-х годов активно снимается в кино и на телевидении.